# Klubi Sportiv Flamurtari Vlorë 1990-1991

## Rosa
| N. |                    | Ruolo | Calciatore                |
| -- | ------------------ | ----- | ------------------------- |
|    | Albania (bandiera) | P     | Anesti Arapi              |
|    | Albania (bandiera) | D     | Kreshnik Çipi             |
|    | Albania (bandiera) | D     | Rrapo Taho                |
|    | Albania (bandiera) | D     | Eqerem Memushi (capitano) |
|    | Albania (bandiera) | D     | Roland Iljadhi            |
|    | Albania (bandiera) | D     | Gjergji Dema              |
|    | Albania (bandiera) | D     | Dritan Sadedini           |

| N. |                    | Ruolo | Calciatore     |
| -- | ------------------ | ----- | -------------- |
|    | Albania (bandiera) | C     | Latif Gjondeda |
|    | Albania (bandiera) | C     | Alfred Ziaj    |
|    | Albania (bandiera) | C     | Vasillaq Ziu   |
|    | Albania (bandiera) | A     | Sokol Kushta   |
|    | Albania (bandiera) | A     | Viktor Daulija |
|    | Albania (bandiera) | A     | Viktor Paço    |
|    | Albania (bandiera) | A     | Agim Bubeqi    |